# 柏林-波恩法案
《柏林-波恩法案》（德語：Berlin/Bonn-Gesetz）規範了聯邦議院和德國政府部分地區從臨時首都波恩到柏林的遷移。它還規範了某些聯邦機構和其他德國聯邦設施向波恩的遷移。該法案是1991年6月20日關於首都的法令（Hauptstadtbeschluss）的結果，該法令使柏林成為政府所在地。自1990年10月3日《統一條約》簽訂以來，柏林已成為統一德國的首都。《柏林-波恩法案》於1994年4月26日頒布。該法案的完整官方名稱是《1991年6月20日德國聯邦議院為完成德國統一而頒布的法案》（德語：Gesetz zur Umsetzung des Beschlusses des Deutschen Bundestages vom 20. Juni 1991 zur Vollendung der Einheit Deutschlands）。
《柏林-波恩法案》確定了哪些聯邦部門遷往首都，並給予該市某些關於將波恩保留為政治場所的承諾。此外它還授予波恩獨特的聯邦城市稱號。該法案是逐步實施的。最重要的一年是1999年，聯邦議院遷至柏林的國會大廈。與此同時，聯邦審計法院和聯邦卡特爾辦公室從柏林和萊茵-美因地區搬到了波恩。